# Цичунь
Цичу́нь (кит. упр. 蕲春, пиньинь Qíchūn) — уезд городского округа Хуанган провинции Хубэй (КНР).

## История
Уезд был создан ещё при основании империи Хань, в 201 году до н. э.; это самый старый уезд восточной части провинции Хубэй. В 208 году Сунь Цюань, провозгласивший образование государства У, создал округ Цичунь (蕲春郡), в состав которого вошло три уезда. Во времена империи Цзинь из-за практики табу на имена император Сяоу-ди, чтобы избежать использования иероглифа «чунь», входившего в имя его матери Ачунь, в 378 году переименовал уезд Цичунь в Циян (蕲阳县). В 448 году уезд Циян был разделён на три уезда: территория к западу от реки Сихэ стала уездом Сишуй, территория между рекой Сихэ и рекой Цихэ — уездом Цишуй (蕲水县), территория восточнее реки Цихэ сохранила название Циян. В 486 году уезд Циян был переименован в Цичан (齐昌县).
После того, как китайские земли были объединены в империю Суй, было произведено упорядочение административно-территориального деления: уезды Цичан и Цишуй были подчинены области Цичжоу (蕲州). В 598 году уезду Цичан было возвращено название Цичунь. В 607 году область Цичжоу была переименована в округ Цичунь, в состав которого вошло уже 5 уездов.
После смены империи Суй на империю Тан округ Цичунь в 621 году вновь стал областью Цичжоу. В том же году уезд из уезда Цичунь был выделен уезд Юннин. В 742 году область Цичжоу вновь стала округом Цичунь, но в 758 году округ Цичунь опять стал областью Цичжоу.
После монгольского завоевания область Цичжоу была преобразована в составе империи Юань в Цичжоуский регион (蕲州路). После того, как эти места были захвачены повстанцами под руководством Чжу Юаньчжана, Цичжоуский регион был в 1364 году переименован в Цичжоускую управу (蕲州府). После образования империи Мин управа была в 1376 году вновь понижена в статусе до области; уезд Цичунь был при этом расформирован, а его территория перешла под прямое управление областных властей. В 1378 году область Цичжоу была подчинена Хуанчжоуской управе (黄州府), и при этом из её состава были выведены уезды Цишуй и Лотянь, таким образом в подчинении властям области остались только уезды Гуанцзи и Хуанмэй. После маньчжурского завоевания из состава области были выведены вообще все уезды. После Синьхайской революции в Китае была проведена реформа структуры административного деления, в ходе которой области были упразднены; на территории, ранее напрямую подчинённой областным властям, в 1912 году был вновь образован уезд Цичунь.
В 1949 году был образован Специальный район Хуанган (黄冈专区) и уезд вошёл в его состав. В 1970 году Специальный район Хуанган был переименован в Округ Хуанган (黄冈地区). В 1995 году округ Хуанган был преобразован в городской округ.

## Административное деление
Уезд делится на 13 посёлков и 1 волость.